# Арно и Јане
„Арно и Јане“ је југословенски телевизијски филм из 1967. године. Режирала га је Мира Траиловић, а сценарио је писао Манфред Билер.

## Улоге
| Глумац       | Улога |
| ------------ | ----- |
| Вера Чукић   |       |
| Бранко Плеша |       |